# Inti Podestá
Inti Podestá Mezzetta (né le 23 avril 1978 à Montevideo en Uruguay) est un joueur de football international uruguayen, qui évoluait au poste de milieu de terrain.

## Biographie

### Carrière en club
Avec le club du FC Séville, il dispute 47 matchs dans les divisions professionnelles espagnoles.

### Carrière en sélection
Avec l'équipe d'Uruguay, il joue un match (pour aucun but inscrit) en 1999.
Il figure dans le groupe des sélectionnés lors de la Copa América de 1999, où son équipe atteint la finale, en étant battue par le Brésil.
Il participe également à la Coupe du monde des moins de 20 ans 1997 organisée en Malaisie, disputant 4 matchs lors de cette compétition.

## Palmarès
| Séville - Championnat d'Espagne D2 (1) : - Champion : 2000-01. |  | Uruguay - Coupe du monde des moins de 20 ans : - Finaliste : 1997. - Copa América : - Finaliste : 1999. |